# Репчанский сельский совет (Роменский район)
Репчанский сельский совет (укр. Ріпчанська сільська рада) — входит в состав
Роменского района
Сумской области
Украины.
Административный центр сельского совета находится в 
с. Репки
.

## Населённые пункты совета
- с. Репки
- с. Вьюнное
- с. Мокиевка